# 리듬 오브 리벤지
《리듬 오브 리벤지》(영어: The Rhythm Section)는 미국과 영국에서 제작된 리드 머래노 감독의 2020년 액션 스릴러 영화이다. 동명 소설에 기반을 두었다. 블레이크 라이블리, 주드 로, 스털링 K. 브라운 등이 출연하였고, 바버라 브로컬리 등이 제작에 참여하였다.

## 줄거리
3년 전 비행기 사고로 가족을 잃은 스테퍼니는 그 충격으로 마약에 중독된 런던 매춘부로 전락하였다. 어느 날 스테퍼니는 이것이 단순 사고가 아니라 한 이슬람주의 성직자가 테러리스트에게 사주해 진보 성향 이슬람교 개혁가를 암살한 계획 범죄였고, 가족들은 여기에 휘말려 희생당했으며, 정부가 진실을 덮었음을 알게 된다. 스테퍼니는 전 MI6 요원 이언 보이드에게 훈련을 받은 뒤 복수에 돌입한다.

## 출연진
- 블레이크 라이블리 - 스테퍼니 패트릭 역
- 주드 로 - 전 MI6 요원 이언 보이드 역
- 스털링 K. 브라운 - 전 CIA 요원 마크 세라 역
- 맥스 카셀라 - 리언 가일러 역
- 대니얼 메이스 - 딘 웨스트 역
- 제프 벨 - 그린 역
- 리처드 브레이크 - 리먼스 역
- 라자 재프리 - 키스 프록터 역
- 타우피크 바르훔 - 레자 모하마드 역
- 나세르 메마르지아 - 술레만 카이프 역
- 아미라 가잘라 - 알리아 카이프 역
- 데이비드 더건 - 데이비드 패트릭 역

## 기타 제작진
- 총괄 제작: 마크 버넬, 스튜어트 포드, 그레그 셔피로
- 공동 제작: 레드먼드 모리스
- 미술: 톰 콘로이